# Kipps
Kipps: storia di un'anima semplice è un romanzo di H. G. Wells scritto nel 1905.
Dopo essersi fatto portatore di romanzi divenuti classici della letteratura fantascientifica quali La macchina del tempo (1895), L'isola del dottor Moreau (1896), La guerra dei mondi (1898) e I primi uomini sulla Luna (1901); H. G. Wells si dedicò alla composizione di romanzi più realistici e convenzional, tra i quali, Kipps: storia di un'anima semplice che fu completato e pubblicato nel 1905. 

## Trama
Arthur Kipps è un umile commesso in un negozio di tessuti che eredita una fortuna e viene d'improvviso promosso al mondo dell'alta borghesia. In Kipps come nei romanzi di Dickens, è la voce dell'autore che porta alla vita i personaggi, fornisce alla storia una morale e crea molte situazioni umoristiche. Kipps è un'anima semplice incapace di esprimere le sue ansie e i suoi desideri mentre gli altri personaggi, accecati dai pregiudizi della propria classe sociale o dalla propria boria egoistica, comunicano utilizzando cliché, luoghi comuni e risposte banali che Kipps può solo ripetere a pappagallo. Kipps è colpito in pieno dalla sua situazione disperata quando si innamora della sua insegnante di arte, Helen Walshingham, colta, bellissima e irraggiungibile, e poi quando viene licenziato dal suo posto di lavoro. L'azione principale nel romanzo scatta quando al protagonista è data l'occasione di essere felice, ma lui non riesce a coglierla. Sebbene il denaro sia necessario per la felicità di Kipps, non è sufficiente perché lui non sa come comportarsi da "gentiluomo". Il fidanzamento con Helen, manca di passione sessuale e lui è troppo intimidito perfino dall'azzardarsi a baciarla. Quando Kipps incontra la fidanzatina dell'infanzia, Ann, non prova lo stesso genere di inibizione ma fugge comunque a Londra. Le avventure di Kipps a Londra costituiscono i momenti più umoristici del romanzo. Kipps continua a sforzarsi di detenere il controllo della situazione ma fallisce miseramente e i suoi sforzi di conquistarsi il rispetto del personale dell'albergo lo rendono semplicemente ridicolo. Quando Kipps ritorna a Folkestone come uomo diverso - almeno in parte - acquista il controllo della situazione e convince Ann a sposarlo ma anche in questo lo sventurato protagonista non mette fine alle sue esistenziali riflessioni. La svolta drammaticamente comica si ha quando il fratello di Helen si impossessa fraudolentemente del patrimonio di Kipps. A questo punto la storia sembra aver raggiunto il suo capovolgimento, con Kipps spogliato di tutte le sue ricchezze e forse per la prima volta felice. 